# Yūko Asami
Yūko Asami (浅見 ユウコ?, Asami Yūko; Saitama, 20 novembre 1981) è una cantante e conduttrice radiofonica giapponese, famosa per essere stata cofondatrice delle YeLLOW Generation.

## Biografia
Yūko cominciò ad acquisire notorietà come cantante nel 2002, quando, insieme alle amiche Yuki Suzuki e Hitomi Watanabe, fondò le YeLLOW Generation, firmandosi Yūko (ユウコ?). Dopo lo scioglimento del gruppo (avvenuto nel 2006) Yūko proseguì la carriera di cantante da solista firmandosi col suo nome completo,  Yūko Asami (浅見 ユウコ?), sotto il quale il 25 aprile 2007 pubblicò il singolo Yume, Hitohira/Smile (夢、ひとひら/スマイル?) insieme a Mai Mizuhashi, usato come opening/ending dell'anime Hitohira. Nel 2009 firmò un contratto con un'etichetta indipendente, iniziando a comporre e registrare brani per il suo primo album solista. Intanto pubblicò i singoli Asa Nochi Watashi (朝のち私?), Arigatō (ありがとう?) e Warainagara (ワライナガラ?), tutti lo stesso giorno, il 1º ottobre 2009. 
 Ha inoltre intrapreso la carriera di conduttrice radiofonica, e conduce in pianta stabile un programma su RAINBOW TOWN FM. 
 Nel corso del 2011 è stata più volte ospite del programma televisivo Odoru! Sanmagoden!!, trasmesso su Nippon Television.

## Discografia

### Con le YeLLOW Generation

#### Album in studio
- CARPE DIEM (2002)
- Life-sized Portrait (2005)

#### Raccolte
- GOLDEN☆BEST YeLLOW Generation (2010)

#### DVD
- Kitakaze to Taiyō PV Collection '02 summer (2002)
- Lost Generation PV Collection '02 spring (2002)
- YeLLOW Generation Music Video Collection vol.3 (2005)

#### Singoli
- Lost Generation (2002)
- Kitakaze to Taiyō (2002)
- CARPE DIEM ~Ima, kono Shunkan o Ikiru~ (2002)
- Utakata (2003)
- Yozora ni Saku Hana ~eternal place~ (2003)
- Tobira no Mukō e (2004)
- YELLOW (2005)
- Tritoma (2005)
- Dual (2005)

### Da solista
- Yume, Hitohira/Smile (2007) (con Mai Mizuhashi)
- Asa Nochi Watashi (2009)
- Arigatō (2009)
- Warainagara (2009)